# Amastus muscosa
Amastus muscosa är en fjärilsart som beskrevs av Rothschild 1909. Amastus muscosa ingår i släktet Amastus och familjen björnspinnare. Inga underarter finns listade i Catalogue of Life.